# Учебен дизайн
Учебен дизайн, Образователен дизайн, педагогически дизайн или проектиране на обучението (на английски: learning design, а също и Instructional Systems Design, educational design, pedagogical design) е практика на максимизиране на ефективността, ефикасността и привлекателността на обучението и другите свързани с него опитности за ученици и учащи. Това включва планове и модели за обучение, целящи постигането на учебните цели по уникални, различни начини. Разработването и описанието на тази съгласуваност и подредба на учебните дейности, които обучаемите изпълняват в рамките на учебна единица (курс, урок, учебни планове и програми и т.н.), за да постигнат определени учебни цели, включително средствата и механизмите, които ги подпомагат, се нарича учебен дизайн (УД).
С. Наиду (2003) дава следното кратко обяснение на термина „образователен дизайн“ – дизайн, свързан с планирането на образователни дейности, които са обвързани с постигането на определени, предварително очертани резултати от обучението.
УД е систематичен и рефлективен процес на преобразуване на теоретичните принципи за учене и обучение в проекти за готови учебни материали, дейности, информационни източници и оценяване.
Традиционните подходи за дизайн на обучението са базирани на предаването на знания. Затова преподавателите и проектантите, определяйки съдържанието, мислят за ресурсите, последователността на темите, характеристиките и ограниченията на съответната учебна среда. Решаващи за процеса на обучение са дейностите, които обучаемите извършват: четене, мислене, дискутиране, изследване, решаване на проблеми/задачи и т.н. Когато обучаемите са пасивни, преподавателят не може да очаква, че ще научат достатъчно. Затова новите тенденции са фокусирани върху проектирането на учебни дейности, които изграждат знания, умения и отношения чрез решаването на житейски проблеми, дискусии и сътрудничество между обучаемите.
Двата основни момента, върху които се акцентира, са съставянето на учебния план и процеса на обучение. УД е от особено значение поради факта, че съгласува функциите на съвременните технологии с образователните нужди на обучаемите.

## Подпомагане на обучението
Най-важната роля на „посредника за учене“ (преподавател, самите обучаеми или компютър) е да стимулира извършването на учебни дейности, водещи до постигането на учебните цели. Посредникът формулира задачите, предоставя контекст и средства за изпълнение на задачите, подпомага обучаемите при изпълнението на задачите и предоставя информация за резултатите. Учебните дейности, чрез които целите трябва да бъдат постигнати, са внимателно съгласувани и подредени съобразно определени педагогически принципи.

## Цели
Учебният дизайн (УД) е:
- подход, водещ до увеличаване опита на всеки един обучаем в ученето;
- консултативен и помощен процес, който улеснява съставянето на учебен план;
- процес, който разширява досегашния педагогически опит и развива квалификацията на преподавателя;
- процес на преразглеждане към съществуващи курсове и тяхното подобряване.

## Дейности
УД не се занимава само с подбирането на подходящи задачи и физически средства, необходими за процеса на обучение; при него трябва да се взимат предвид и организационните форми (класове, обучителни групи, отбори за работа по екипи и др.), в които обучаемите да създадат своите обучителни отношения по между си.
При изготвянето на УД се извършват три вида дейности:
- учебни задачи – свързана с подбора на качествени учебни задачи – есета, лабораторни упражнения, структурирани дискусии и дебати, диагностични упражнения, решаване на проблеми, задачи, проучвания, изготвяне на продукти, предмети и др.
- учебни средства и ресурси – дизайнът и управлението на средата, в която се провежда ученето. Тази дейност включва книги, статии, казуси, уеб сайтове, различни софтуерни продукти;. В по-общ план тук може да се включи всичко - от хартията и химикала до учебниците, компютрите, Интернет и източниците на информация, които предлага той.
- средства за подпомагане – този вид дейност акцентира по-скоро върху социалната, отколкото върху физическата среда. Въпреки че УД не трябва да се опитва да установява някакви социални отношения, той може (и трябва) да създаде условия, които да подпомогнат развитието на приятелски взаимоотношения за обучение. Тук влизат планове, програми, инструкции, процедури, наставления.

## Необходимост от индивидуален подход
Както при традиционните подходи, така и при новите тенденции, се появява необходимостта от персонализирана учебна среда, която да е съобразена с характеристиките на всеки обучаем.
В отговор на тази необходимост се проектират адаптивни УД, които да могат да предоставят на всеки обучаем учебно съдържание, приспособено за неговите характеристики. Като допълнение, те трябва да бъдат многократно използваеми в различни уроци, курсове и системи, за да могат преподавателите да използват създадените от тях учебни дизайни (или техни елементи) в различни учебни сценарии, както и да използват учебни дизайни, създадени от техни колеги. Целта на този подход е да гарантира персонализацията и многократното използване на адаптивните УД. Като резултат от това, обучаемите ще си взаимодействат с УД, приспособени за техните характеристики, а институциите и преподавателите ще спестят време и пари.
Затова се появява необходимостта от стандартизиране и спецификации на УД. Един от консорциумите за електронно обучение – Instructional Management System Global Learning Consortium (IMS) – предоставя такива спецификации. Целта е дизайнът на учебните единици да се представи по семантичен, формален начин, подходящ за интерпретация от компютрите.